# Adelheidsdorf
Adelheidsdorf község Németországban, Alsó-Szászországban, a Cellei járásban. Lakosainak száma 2841 fő (2023. december 31.).

## Fekvése
Cellétől mintegy 7 km-rel délre fekvő település.

## Itt születtek, itt éltek
- Angela Hoffmann (született 1957-ben), író, fordító
- Ernst Hartmut Reimerdes (* 1937), egyetemi tanár
- Ernst Quietmeyer (született 1815 december 16, † 1896 29 június), tanár Adelheidsdorfban 1834-1838 között, majd Hannoverben

## Galéria

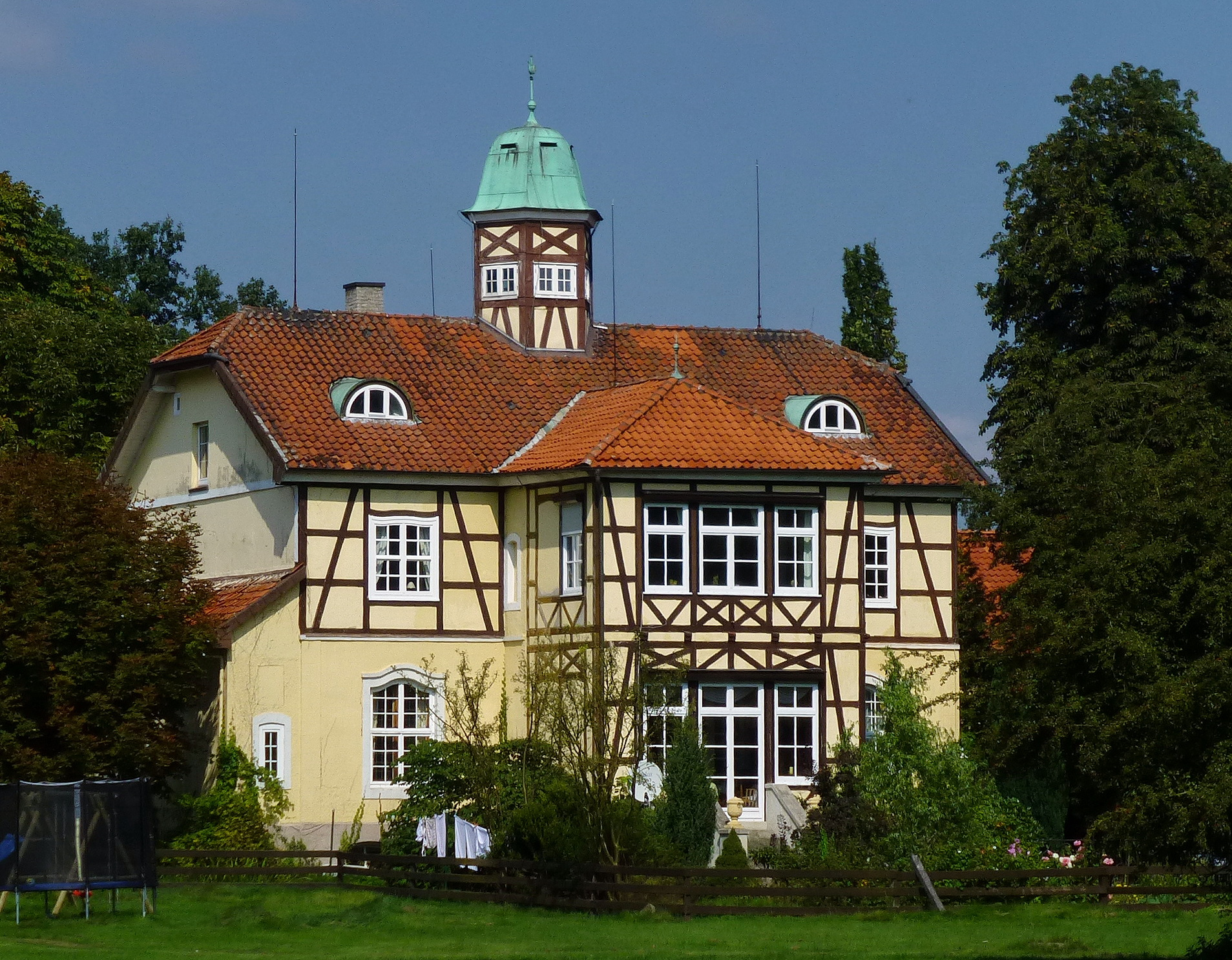
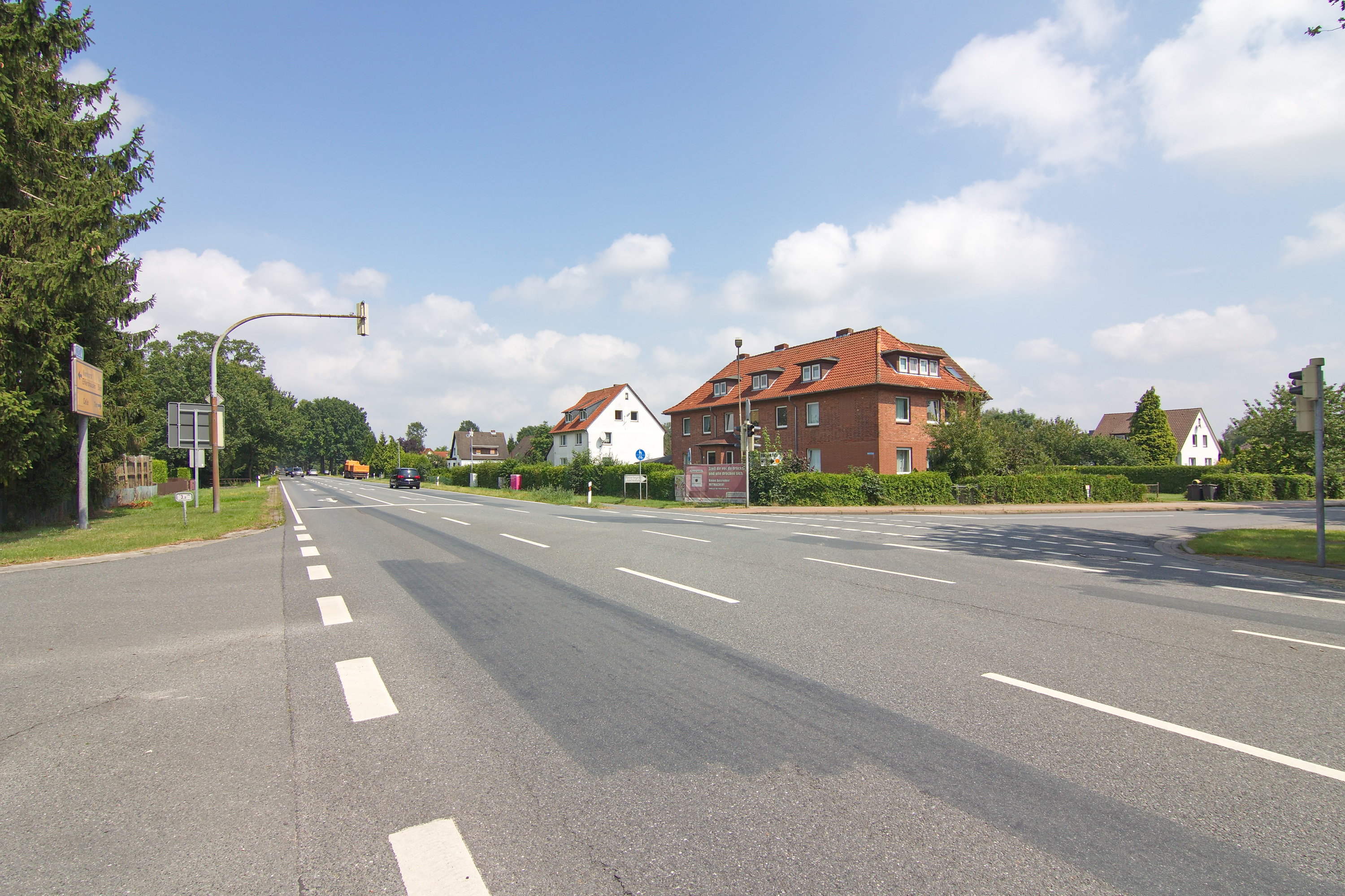
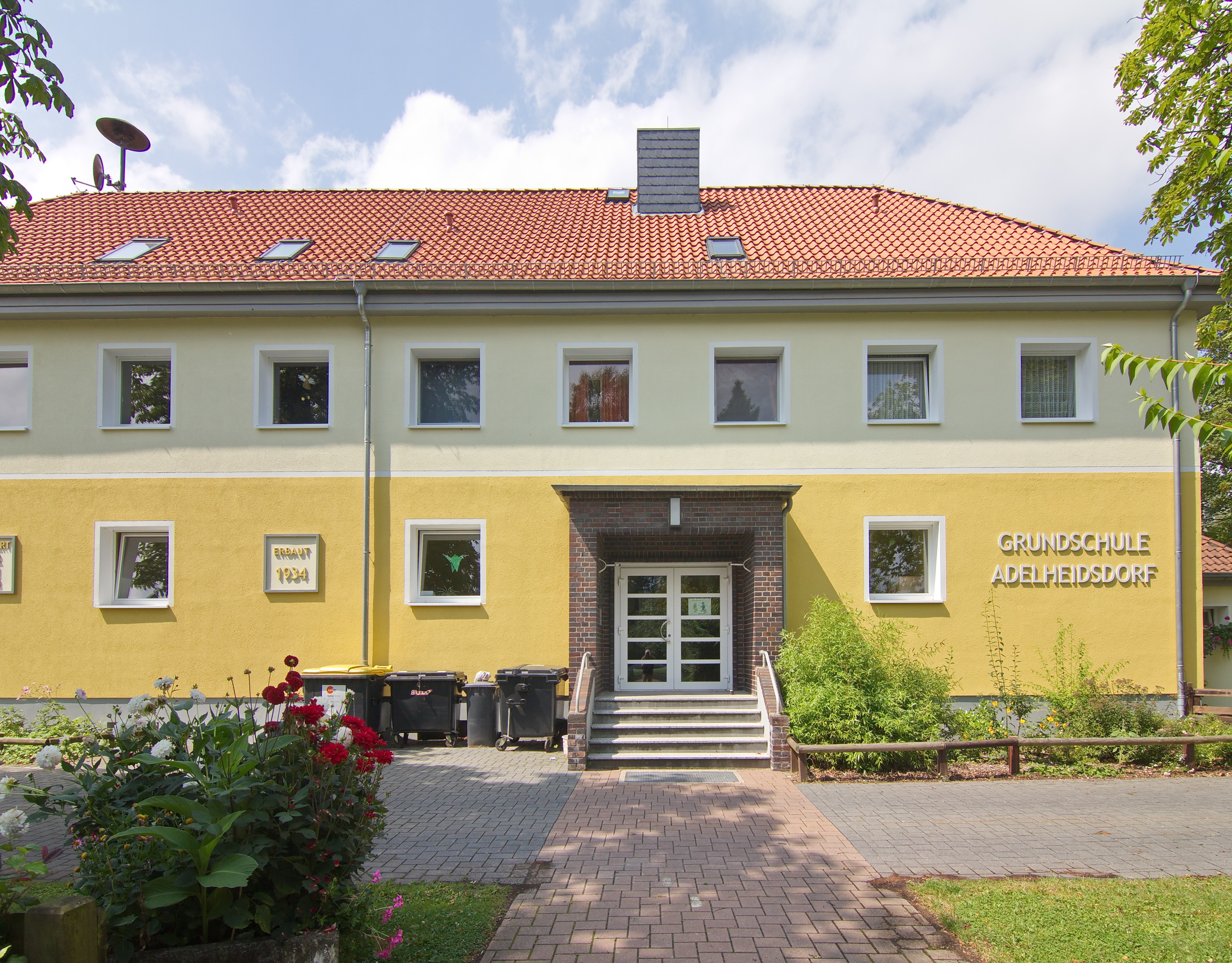
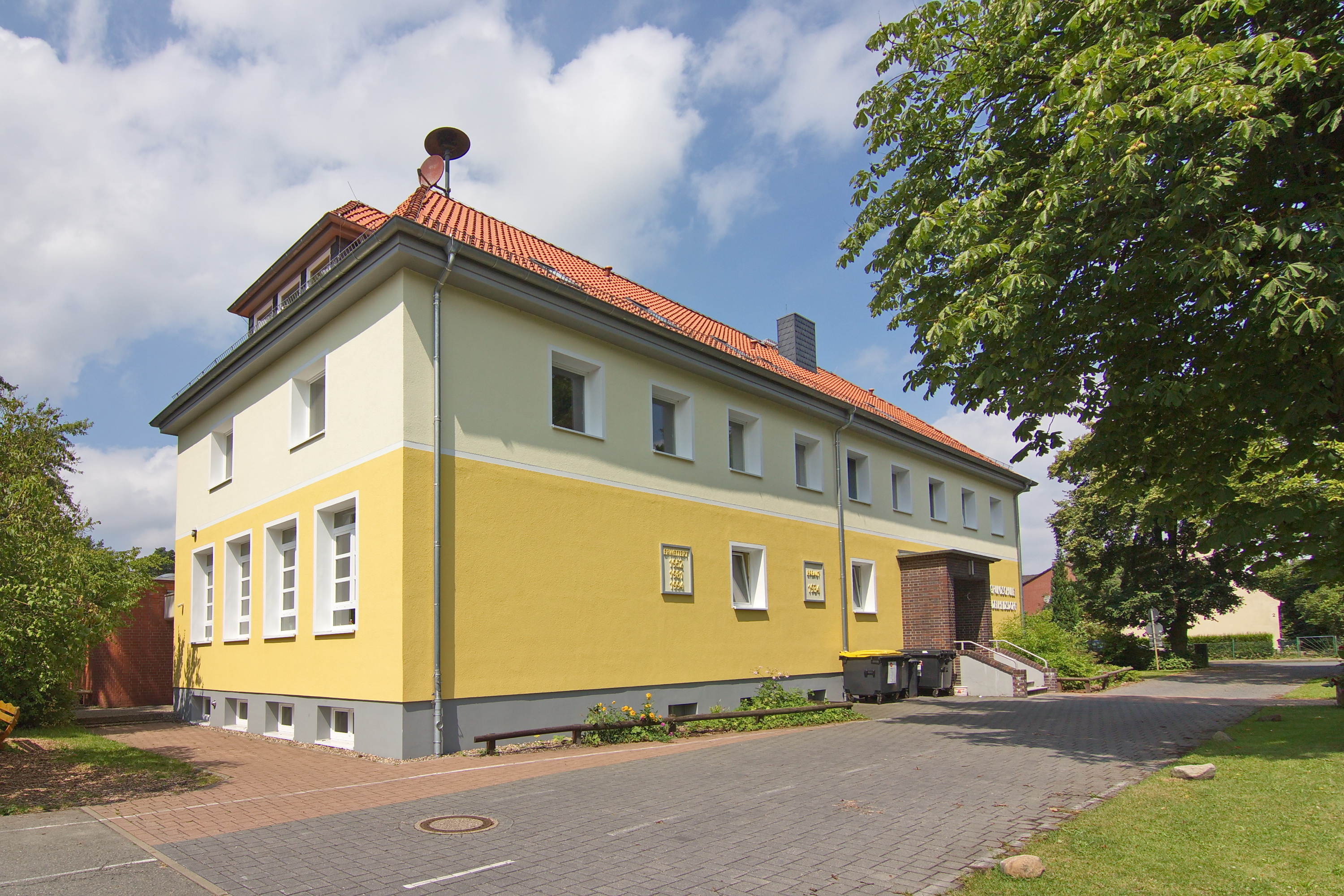

## információk
- Hivatalos oldal (német)